# Флаг Береговского района
Флаг Береговского района (укр. Прапор Берегівського району) — один из официальных символов Береговского района Закарпатской области Украины, утвержденный 28 октября 2002 года решением сессии Береговского районного совета.

## Описание
Флаг района представляет собой прямоугольное полотнище белого цвета с соотношением ширины к длине в пропорции 2:3. В центре полотнища размещен герб района . По периметру флаг обрамлен равносторонними цветными треугольниками. С левого и нижнего края флаг обрамлен треугольниками красного и зеленого, с правой и верхней — треугольниками желтого и голубого цветов.
Желтый и голубой цвета символизируют украинское население региона, красные и зеленые — венгерское.
Флаг района двусторонний.